# 1303 w polityce

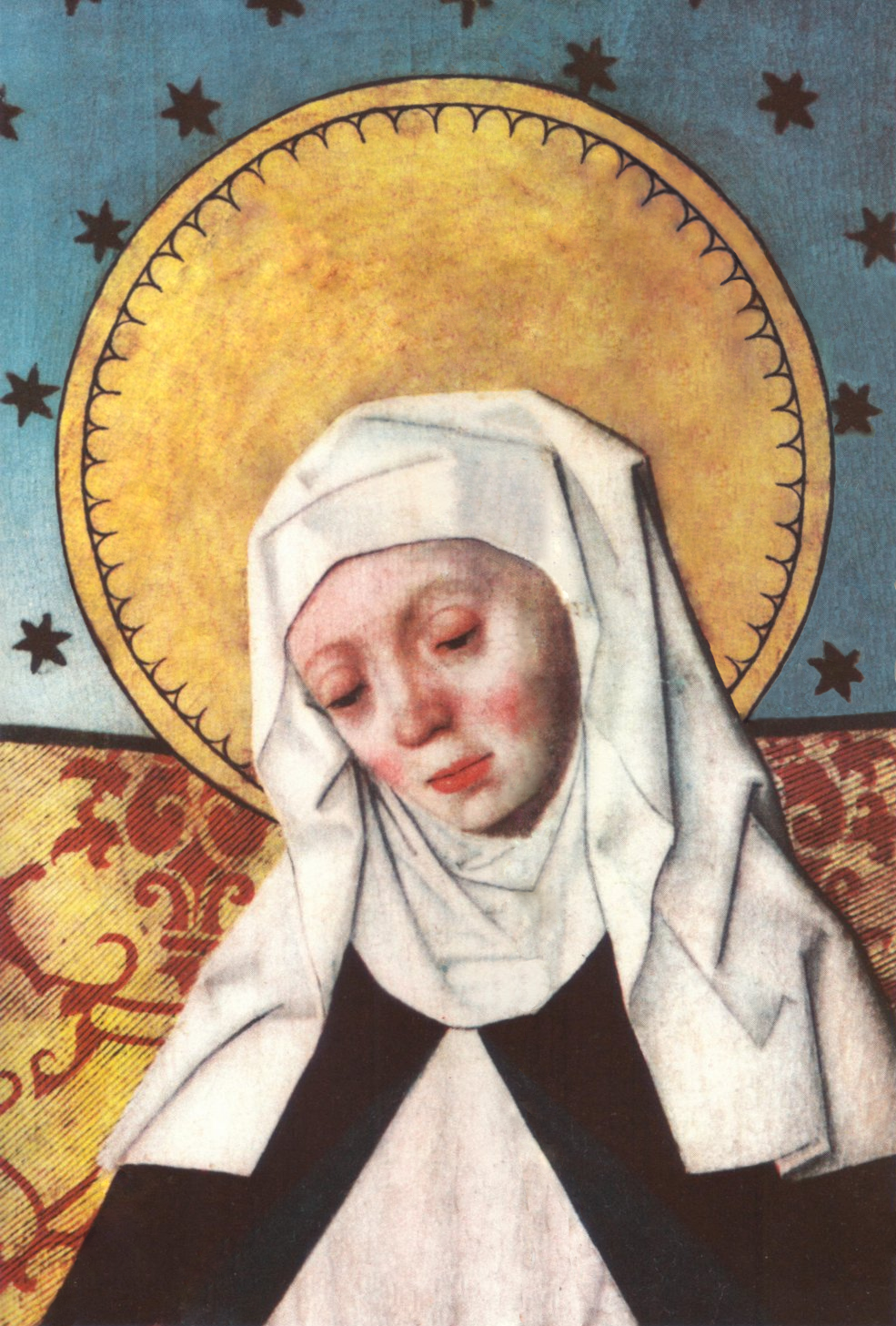
Święta Brygida Szwedzka

Wydarzenia polityczne w 1303 roku.

## Wydarzenia
- 24 lutego Bitwa pod Roslin[1]. Szkoci pokonują Anglików.
- 7 września zamach w Anagni - próba pojmania przez Filipa IV (rękami rodu Colonnów) papieża Bonifacego VIII[2][3][4][5].
- Chłopskie, antypapieskie powstanie Dolcina w Lombardii[2][3][5].

## Urodzili się
- Brygida Szwedzka, święta Kościoła katolickiego[6].

## Zmarli
- 11 października Bonifacy VIII, papież[7].